# أرتيمس 2
أرتيمس 2 هي أول مهمة مأهولة مُخطط لها لمركبة أوريون الفضائية التابعة لناسا، المقرر إطلاقها حاليًا على متن نظام إقلاع الفضاء في أغسطس 2023. تقتضي الخطة الحالية بأن تقوم أوريون بإجراء اختبار تحليق بجانب القمر قبل العودة إلى الأرض. من المقرر أن تكون هذه أول مركبة فضائية مأهولة تغادر مدار الأرض المنخفض منذ مهمة أبولو 17 عام 1972.
كانت تُعرف المهمة سابقًا باسم المهمة الاستكشافية 2 (إي إم 2)، قبل إعادة تسميتها مع بدء برنامج أرتيمس. في الأصل، كانت تهدف المهمة المأهولة إلى جمع عينات من كويكب جرى التقاطه في مدار حول القمر خلال مهمة لإعادة توجيه كويكب أُلغيت فيما بعد.

## أهداف المهمة
حتى عام 2017، كانت المهمة الاستكشافية 2 عبارةً عن مهمة من إطلاق واحد لنسخة بي 1 من نظام إقلاع الفضاء (إس إل إس) مع مرحلة الاستكشاف العليا، والنسخة الأولى من مركبة أوريون، وحمولة بكتلة 50.7 طن (112000 باوند). كانت تتمثل الخطة في الالتقاء بكويكب وُضع سابقًا في مدار حول القمر بواسطة مهمة إعادة توجيه الكويكب الروبوتية، ثم إرسال رواد الفضاء للقيام بعمليات سير في الفضاء حول الكويكب وجمع عينات من سطحه. بعد إلغاء المهمة، اقتُرح في عام 2017 إرسال مهمة مأهولة مكونة أربعة رواد فضاء لثمانية أيام في مسار حر حول القمر. اقتُرح أيضًا في نفس العام إرسال أربعة رواد فضاء على متن أوريون حول القمر لإيصال العنصر الأول لمحطة البوابة القمرية في مهمة ستستغرق ما بين 8 و21 يومًا.
في مارس 2018، تقرر إطلاق أول وحدة من محطة البوابة القمرية على متن مركبة إطلاق تجارية بسبب التأخير في بناء منصة الصواريخ المتنقلة اللازمة لحمل مرحلة الاستكشاف العليا القوية. اعتبارًا من عام 2018، تتمثل خطة مهمة أرتيمس 2 في إرسال أربعة رواد فضاء على متن كبسولة أوريون لأول مرة للتحليق بجانب القمر في مهمة لمدة 21 يومًا كحد أقصى. تشمل المهمة الدخول في مدار انتقالي حول القمر خلال عدة مراحل، أي من خلال إطلاق المحركات عدة مرات، للدخول في مسار عودة حر من القمر. بشكل أساسي، ستدور المركبة الفضائية حول الأرض مرتين أثناء إطلاق محركاتها بشكل دوري للوصول إلى سرعة تكفي لدفعها نحو القمر قبل أن تدور حوله وتعود إلى الأرض.

## حمولات ثانوية
تسعى مبادرة إطلاق أقمار كيوبسات (سي إس إل آي) التابعة لناسا إلى جمع مقترحات من المؤسسات والشركات الأمريكية لإرسال مهمات كيوبسات الخاصة بها كحمولات ثانوية على متن إس إل إس خلال مهمة أرتيمس 2. ستقبل ناسا ست وحدات (12 كيلوجرام) و12 وحدة (20 كيلوجرام) من أقمار كيوبسات الصناعية. كما هو الحال مع مهمة أرتيمس 1، ستُثبت أقمار كيوبسات على الجزء الداخلي من حلقة الوصل بين المرحلة العليا لـ إس إل إس ومركبة أوريون الفضائية، وستُنشر بعد انفصال أوريون. كان من المقرر اختيار المقترحات بحلول منتصف فبراير 2020، لكن هذا التاريخ مر دون أي إعلان رسمي.

## موعد الإطلاق
خلال المراجعات الأولية في عام 2011، حُدد تاريخ الإطلاق في وقت ما بين عامي 2019 و2021، ولكن جرى تأجيل موعد إطلاق إس إل إس إلى عام 2023. اعتبارًا من تاريخ يوليو 2020، من غير المتوقع إطلاق أرتيمس 2 قبل أغسطس 2023.